# Andrzej Polakowski

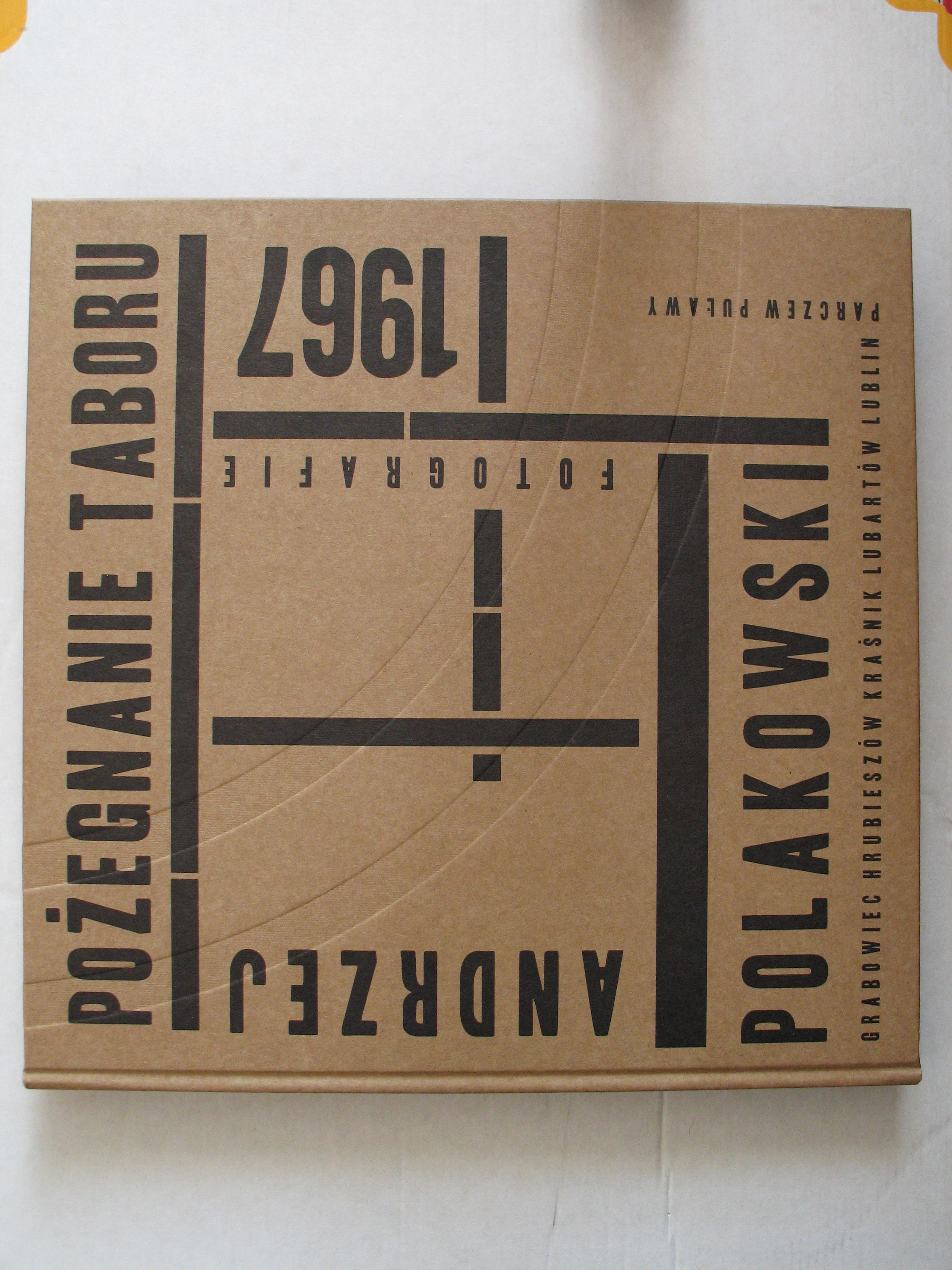

Andrzej Polakowski (ur. w 1937 w Częstochowie) – polski artysta fotograf. Członek rzeczywisty Okręgu Lubelskiego Związku Polskich Artystów Fotografików. Członek honorowy Lubelskiego Towarzystwa Fotograficznego.

## Życiorys
Andrzej Polakowski mieszka i pracuje w Lublinie, fotografuje od początku lat 50. W latach 1956–1960 był członkiem Poznańskiego Towarzystwa Fotograficznego. Jest absolwentem Liceum Ogólnokształcącego im. Stanisława Staszica w Lublinie, Wydziału Budownictwa Politechniki Poznańskiej oraz Studium Podyplomowego Politechniki Warszawskiej. W 1961 roku został członkiem Fotoklubu „Zamek”, w późniejszym czasie był współtwórcą grupy fotograficznej „Plama”. W latach 1966–1967 był autorem projektu fotograficznego, dokumentującego życie społeczności romskiej na terenie Lubelszczyzny. Pokłosiem tych fotoreportaży było wydanie albumu fotograficznego „Pożegnanie Taboru – Fotografie 1967"; wydanego przez Teatr NN w 2007 roku.
Był członkiem rzeczywistym Lubelskiego Towarzystwa Fotograficznego, w którym (w latach 1967–1976) pełnił funkcje w Zarządzie LTF - prezesa oraz wiceprezesa do spraw artystycznych. Obecnie jest członkiem honorowym Lubelskiego Towarzystwa Fotograficznego. Andrzej Polakowski jest autorem i współautorem albumów fotograficznych, w 2008 roku został wyróżnionym autorem „Pożegnania taboru” – w konkursie „Najpiękniejsze Książki Roku”, organizowanym przez Polskie Towarzystwo Wydawców Książek.
Andrzej Polakowski jest autorem i współautorem wielu wystaw fotograficznych; indywidualnych i zbiorowych, krajowych i międzynarodowych. Szczególne miejsce w twórczości Andrzeja Polakowskiego zajmuje fotografia reportażowa, fotografia dokumentalna podróżnicza i przemysłowa oraz fotografia aktu i portretu. Od lat 70. jednym z elementów jego twórczości jest fotomontaż; obecnie w swojej pracy wykorzystuje możliwości kreacyjne – fotograficznego oprogramowania komputerowego.
Gratyfikacją dokonań artystycznych Andrzeja Polakowskiego było przyznanie mu Złotego Medalu za Fotograficzną Twórczość, nadanego przez Kapitułę Fotoklubu rzeczypospolitej Polskiej. W 2012 roku został odznaczony Medalem Prezydenta Miasta Lublin, podczas obchodów 75-lecia Lubelskiego Towarzystwa Fotograficznego. W roku 2013 został laureatem Nagrody Kulturalnej Województwa Lubelskiego.
W 1972 roku Andrzej Polakowski został członkiem rzeczywistym Okręgu Lubelskiego Związku Polskich Artystów Fotografików (legitymacja nr 395), w którym obecnie pełni funkcję członka Komisji Rewizyjnej Okręgu (kadencja 2017–2020).

## Odznaczenia
- Medal Prezydenta Miasta Lublin (2012)[18];
- Złoty Medal „Za Fotograficzną Twórczość”[17];

## Publikacje (albumy)
- „Plastyka lubelska”;
- „Majdanek”;
- „Pożegnanie taboru”;

Źródło.